# Chouïa cinema
Chouïa cinema es una película del año 2003.

## Sinopsis
Casi totalmente destruido en los años 80, al cine argelino, que fue uno de los más brillantes del continente africano, le cuesta resurgir de sus cenizas. Siguiendo los pasos de Lyes Salem, un joven director franco-argelino que ha dirigido su segundo cortometraje, Cousines, en Argel en el otoño del 2003, Chouïa Cinéma va en búsqueda de una nueva generación de directores y actores argelinos. Traumatizados por una guerra cruel, estos jóvenes apasionados se esfuerzan, sin embargo, a reconquistar este espacio de creación que es el cine para expresarse y afirmar su profundo deseo de libertad y dignidad. A través de la problemática del cine, este documental es una formidable evaluación de Argelia de hoy en día.